# Château de Grandlac
Le château de Grandlac est un château situé à Laval-du-Tarn, en France.

## Localisation
Le château est situé sur la commune de Laval-du-Tarn, dans le département français de la Lozère.

## Historique
L'édifice est inscrit au titre des monuments historiques en 1998.